# كأس إيطاليا 1960–61
كأس إيطاليا 1960–61 (بالإيطالية: Coppa Italia 1960-1961)‏ هو الموسم 14 من كأس إيطاليا. أقيم خلال الفترة 4 سبتمبر 1960 وحتى 29 يونيو 1961، وأشرف على تنظيمه Lega Nazionale Professionisti ‏، وكان عدد الأندية المشاركة فيه 38، وفاز فيه نادي فيورنتينا.